# Gilmania luteola
Gilmania luteola Coville – gatunek rośliny z monotypowego rodzaju Gilmania w obrębie rodziny rdestowatych (Polygonaceae Juss.). Występuje naturalnie w zachodniej części  Stanów Zjednoczonych – w Kalifornii. 

## Morfologia
PokrójRoślina jednoroczna o pnących pędach.
LiścieSprawiają wrażenie mających ulistnienie okółkowe, zebranych po 3. Mają kształt od podłużnego do eliptycznego lub owalnego. Mierzą 5–15 mm długości oraz 3–8 mm szerokości. Blaszka liściowa jest całobrzega, o tępym wierzchołku. Ogonek liściowy jest nagi i osiąga 5–20 mm długości.
KwiatyZabrane po 3–9 w wierzchotki, rozwijają się na szczytach pędów. Kielich ma dzwonkowaty kształt. Listków okwiatu jest 6, mają żółtą barwę i mierzą 1–2 mm długości. Pręcików jest 9.
OwoceTrójboczne niełupki osiągające 1–2 mm długości.

## Biologia i ekologia
Rośnie na terenach skalistych i w zaroślach, na wysokości do 500 m n.p.m. Kwitnie od lutego do maja.